# Мадонна в альтанці з троянд
Мадонна в альтанці з троянд — картина Мартіна Шонгаеура, створена в 1473 році для церкви Святого Мартіна в Кольмаре, але потім переміщений в Домініканську церкву. У деяких джерелах картину називають «Мадонна в рожевій альтанці». 

## Історія
Німецький живописець і графік Мартін Шонгаеур створив «Мадонну в альтанці з троянд» в 1473 році спеціально для церкви Святого Мартіна в місті Кольмаре на території Франції. На ній зображена Діва Марія, одягнена в червоне, разом з немовлям Христом, якого вона тримає на своїх руках. Вони знаходяться в альтанці, і їх оточують троянди. Ангели, одягнені в блакитне, тримають над головою Мадонни корону. Її голова трохи нахилена в сторону. У картини є золотистий фон. Ймовірно, в творі присутні алюзії на біблійний «замкнений сад». Альтанка з троянд на картині Шонгаеура символізує рай.
В кінці XVIII століття картина зберігалася в єзуїтському монастирі разом з Ізенгеймським вівтарем серед амуніції і різних запасів продовольства. 
«Мадонна в альтанці з троянд» вважається єдиною датованою роботою Мартіна Шонгауера, яка збереглася і дійшла до нашого часу. 
В даний час картина знаходиться в Домініканському соборі XIII століття на площі Домініканців в Кольмарі. 